# 福田陽菜
福田 陽菜（ふくた はるな、2001年9月20日 - ）は、鳥取県出身の女子サッカー選手。岡山湯郷Belle所属。ポジションはMF。

## 来歴
2024年2月1日、岡山湯郷Belleへの加入が発表された。

## 所属クラブ
- 2024年 - 岡山湯郷Belle